# 작은 세상 네트워크
작은 세상 네트워크(영어: small-world network)는 인간 관계에서 몇 단계만 거치면 서로 연결되어 있다는 것을 보인 이론이다.

## 개요
작은 세상 네트워크의 개념은 던컨 와츠와 그의 지도 교수 스티브 스트로가츠의 '작은 세상 네트워크의 집합적 역학'이라는 제목의 논문으로 1998년 네이처지에 발표됨으로써 세상에 알려지게 되었다.
이 논문에서는 사람을 꼭짓점으로 표시하고 그들의 관계를 엣지로 표시하여 인간관계의 지형도를 그렸다. 먼저, 1천명의 구성원으로 구성된 네트워크에서 한 사람이 근처의 10개의 꼭짓점들과 알고 지낸다고 가정했을 때 잘 짜여진 구조(Regular Network)를 가짐을 발견하였고, 이때 평균적으로 50단계를 거쳐야 다른 사람과 연결될 수 있음이 발견되었다. 그러나 여기에 엉뚱한 곳으로 가지를 뻗은 인간관계(엣지)를 늘려가게 되었을 때, 100개 중 하나의 가닥만 다른 지역으로 연결해도 평균 단계가 10분의 1로 줄어들게 된다는 사실이 밝혀지게 되었다.
그들은 몇 가닥의 무작위 연결만으로 모든 사람들에게 쉽게 연결될 수 있는 이 네트워크를 '작은 세상 네트워크(small world network)'라고 불렀다.

## 작은 세상 네트워크의 특성
- 짧은 경로 거리(average path length:APL) - 임의의 두 꼭짓점을 연결하는 데에 필요한 평균 경로 거리가 짧다.
- 클러스터링(clustering) - 클릭 혹은 클릭에 가까운 속성을 가진 부분그래프를 가진다.

## 같이 보기
- 케빈 베이컨의 6단계 법칙
- 정재승 과학콘서트[2]